# Calgary Stampede

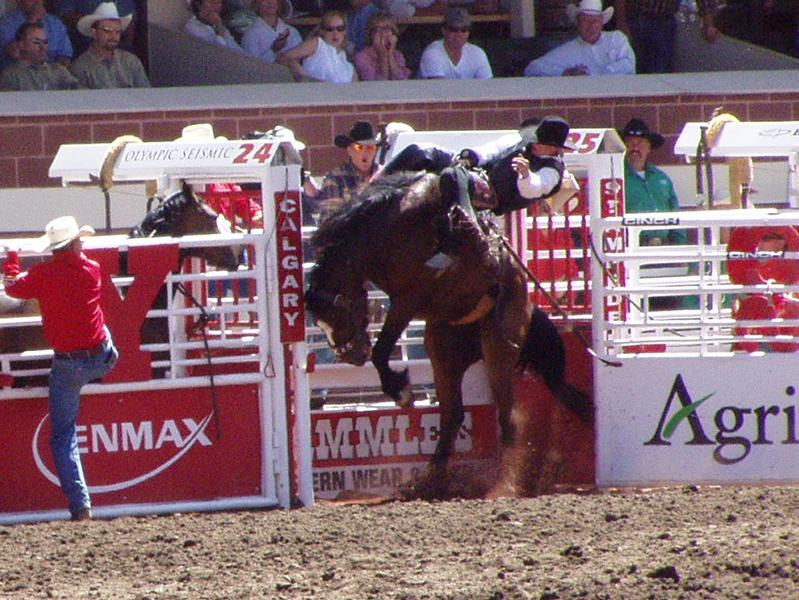
O Calgary Stampede.

O Calgary Stampede é um um rodeio, exposição e festival anual realizado todo mês de julho em Calgary, no Canadá.
O evento de dez dias, que se autodenomina "O Maior Espetáculo ao Ar Livre do Mundo", reúne peões de diferentes países em competições de montaria e laço. O primeiro lugar, inclusive, já foi conquistado pelo brasileiro Adriano Moraes em 1994.

## História

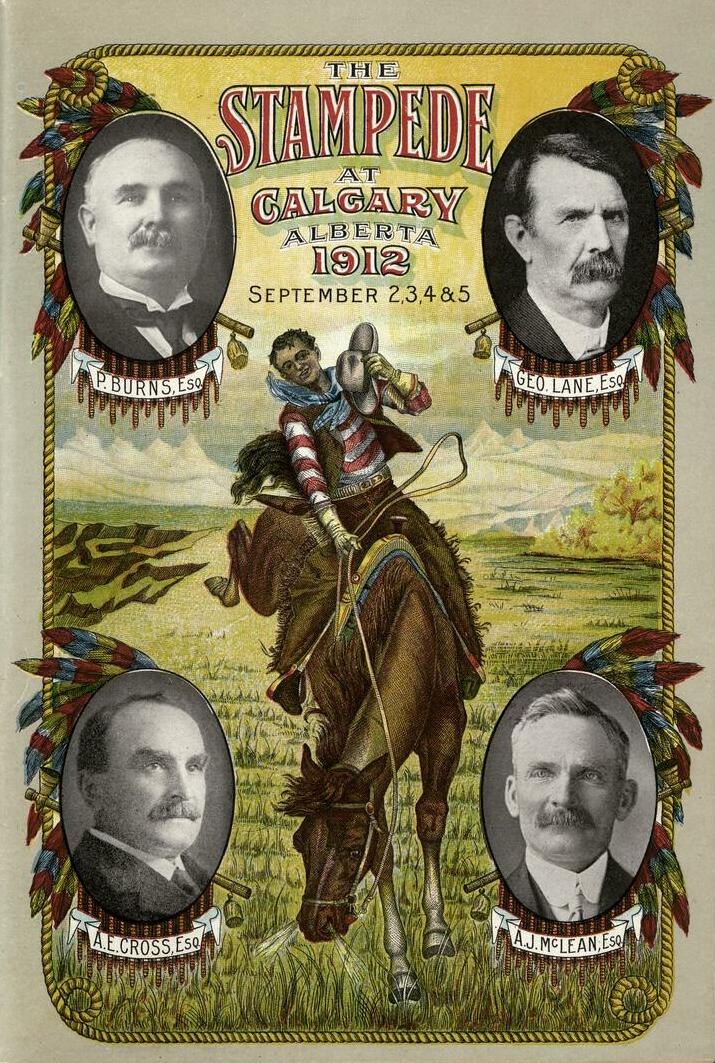
O programa para o Calgary Stampede de 1912 apresentando os Quatro Grandes: Burns, Lane, Cross e McLean. Este pôster faz parte do acervo do Museu Glenbow

A Sociedade Agrícola de Calgary e Distrito foi fundada em 1884 para promover a cidade e incentivar agricultores e pecuaristas do leste do Canadá a se mudarem para o oeste. A sociedade realizou sua primeira feira dois anos depois, atraindo um quarto dos 2.000 moradores da cidade. Em 1889, adquiriu terras às margens do Rio Elbow para sediar as exposições, mas quebras de safra, mau tempo e uma economia em declínio fizeram com que a sociedade encerrasse suas operações em 1895. As terras passaram brevemente para o futuro Primeiro-ministro R. B. Bennett, que as vendeu para a cidade. A área foi chamada de Victoria Park, em homenagem à Rainha Vitória, e a recém-formada Western Pacific Exhibition Company sediou sua primeira feira agrícola e industrial em 1899.
A exposição crescia anualmente e, em 1908, o Governo do Canadá anunciou que Calgary sediaria a Exposição Dominion financiada pelo governo federal naquele ano. Buscando aproveitar a oportunidade para se promover, a cidade gastou 145 mil dólares canadense para construir seis novos pavilhões e um hipódromo. Realizou um desfile suntuoso, além de rodeio, corridas de cavalos e competições de laçadas como parte do evento. A exposição foi um sucesso, atraindo 100 mil pessoas ao recinto da feira durante sete dias, apesar da recessão econômica que afligia a cidade de 25 mil habitantes.
Guy Weadick, um laçador americano que participou da Exposição Dominion como parte do Miller Brothers 101 Ranch Real Wild West Show, retornou a Calgary em 1912 na esperança de estabelecer um evento que representasse o "velho oeste" com mais precisão do que os shows dos quais ele participava. Inicialmente, ele não conseguiu convencer os líderes cívicos e a Exposição Industrial de Calgary sobre seus planos, mas com a ajuda do agente pecuário local H. C. McMullen, Weadick convenceu os empresários Pat Burns, George Lane, A. J. McLean e A. E. Cross para investir 100 mil dólares para garantir o financiamento do evento. Os Quatro Grandes, como ficaram conhecidos, viam o projeto como a celebração final de sua vida como criadores de gado. A cidade construiu uma arena de rodeio no recinto da feira e mais de 100.000 pessoas compareceram ao evento de seis dias em setembro de 1912 para assistir a centenas de cowboys do oeste do Canadá, dos Estados Unidos e do México competindo por 20 mil dólares em prêmios. O evento gerou 120 mil dólares em receita e foi aclamado como um sucesso.
Weadick começou a planejar o Stampede de 1913, promovendo o evento pela América do Norte. No entanto, os Quatro Grandes não estavam interessados em sediar outro evento semelhante. Empresários de Winnipeg convenceram Weadick a sediar seu segundo Stampede em sua cidade, mas o evento fracassou financeiramente. Uma terceira tentativa, realizada no estado de Nova York em 1916, teve o mesmo destino. Weadick retornou a Calgary em 1919, onde obteve o apoio de E. L. Richardson, gerente geral da Exposição Industrial de Calgary. Os dois convenceram vários moradores de Calgary, incluindo os Quatro Grandes, a apoiar a "Grande Vitória Stampede" em comemoração ao retorno dos soldados canadenses da Primeira Guerra Mundial.